# Rasa de l'Espuella
La rasa de l'Espuella és un afluent per la dreta del barranc de Querol (que ensems, ho és de la Ribera Salada).
Neix a 770 m. d'altitud, al vessant occidental del Serrat de Porredón (855 m d'altitud), segueix sempre la direcció NW-SE baixant entre la serra de Freixa i la serra d'Ocata per la seva banda dreta i la serra de la Teuleria per la seva banda esquerra. Desguassa al torrent de Querol a 580 m. d'altitud, al vessant oriental del turó d'Ocata (764 m. d'alt.), 2 km aigües amunt del molí de Querol.